# William H. Barnum
William H. Barnum (Boston Corner, 1818. szeptember 17. – Lime Rock, 1889. április 30.) az Amerikai Egyesült Államok szenátora (Connecticut, 1876–1879).